# Muzeum Czarnych Cywilizacji
Muzeum Czarnych Cywilizacji (fr. Musée des civilisations noires) – muzeum otwarte w 2019 roku w stolicy Senegalu, Dakarze.

## Historia
O potrzebie stworzenia muzeum mówił w 1966 roku pierwszy prezydent Senegalu Léopold Senghor podczas pierwszego Światowego Festiwalu Sztuki Murzyńskiej. Do pomysłu wrócił w 2000 roku Abdoulaye Wade. Muzeum zostało otwarte 6 grudnia 2018 roku. Otwarcia dokonał prezydent Senegalu Macky Sall. Projekt sfinansowały Chiny przeznaczając na budowę 30 mln euro, a budowę zrealizowała Shanghai Construction Group.

## Budynek
Muzeum ma przypominać kształtem senegalskie chaty. Ma powierzchnię 14 000 m² i możne pomieścić 18 000 dzieł sztuki. Pomimo 4 poziomów, tylko na dwóch są prezentowane zbiory. Na najwyższym piętrze znalazła się sala koncertowa. W hallu umieszczono rzeźbę haitańskiego rzeźbiarza Edouarda Duval-Carrié. Przedstawia ona baobab.

## Zbiory
Jeszcze przed otwarciem muzeum Senegal zwrócił się z prośbą do Francji o zwrot zabranych dzieł sztuki. Prezydent polecił zbadać problem Bénédicte Savoy i senegalskiemu uczonemu Felwine Sarr. Ustalili oni, że w Musée du quai Branly takich zbiorów jest ok. 70 tys., a w innych znajduje się jeszcze około 20 tys. z Afryki Subsaharyjskiej. Ponieważ muzeum ma prezentować dorobek całej Afryki poproszono Egipt o przekazanie kopii dzieł z czasów faraonów. Jeszcze przed otwarciem muzeum do Senegalu przysłano 23 posągi. Z okazji pierwszej rocznicy istnienia muzeum została przygotowana wystawa objazdowa Pokaż mi swoje marzenia (Prête-moi ton rêve) na której zaprezentowano dzieła 33 afrykańskich twórców znanych na świecie, a nieznanych w Afryce.